# باول بيرش
باول بيرش (بالإنجليزية: Paul Birch) (6 نوفمبر 1962 في المملكة المتحدة - 2 فبراير 2009 في المملكة المتحدة) هو لاعب كرة قدم بريطاني في مركز الوسط. لعب مع أستون فيلا وبريستون نورث إيند ونادي إكزتر سيتي ونادي دونكاستر روفرز ووولفرهامبتون واندررز وHalesowen Town F.C. ‏.

## وصلات خارجية
- باول بيرش على موقع الاتحاد الأوربي (الإنجليزية)
- باول بيرش على موقع قاعدة بيانات كرة القدم.إي يو (الإنجليزية)
- باول بيرش على موقع Soccerbase.com (لاعب) (الإنجليزية)